# قريبات السلاحف
قريبات السلاحف (الاسم العلمي: †Perichelydia) هي منقرضة من السلاحف ذات الدرع المنقرضة. 

## التصنيف
- †سلاحف سيشوان
  - †سلحفاة سيشوان
  - †سلحفاة منغوليا
- †ميولانيات الشكل
  - †الميولانات
    - †الميولانة
    - †الوركلانة
    - †النيولامة
    - †سلحفاة النينجا